# Gniazdówka czerwonawa

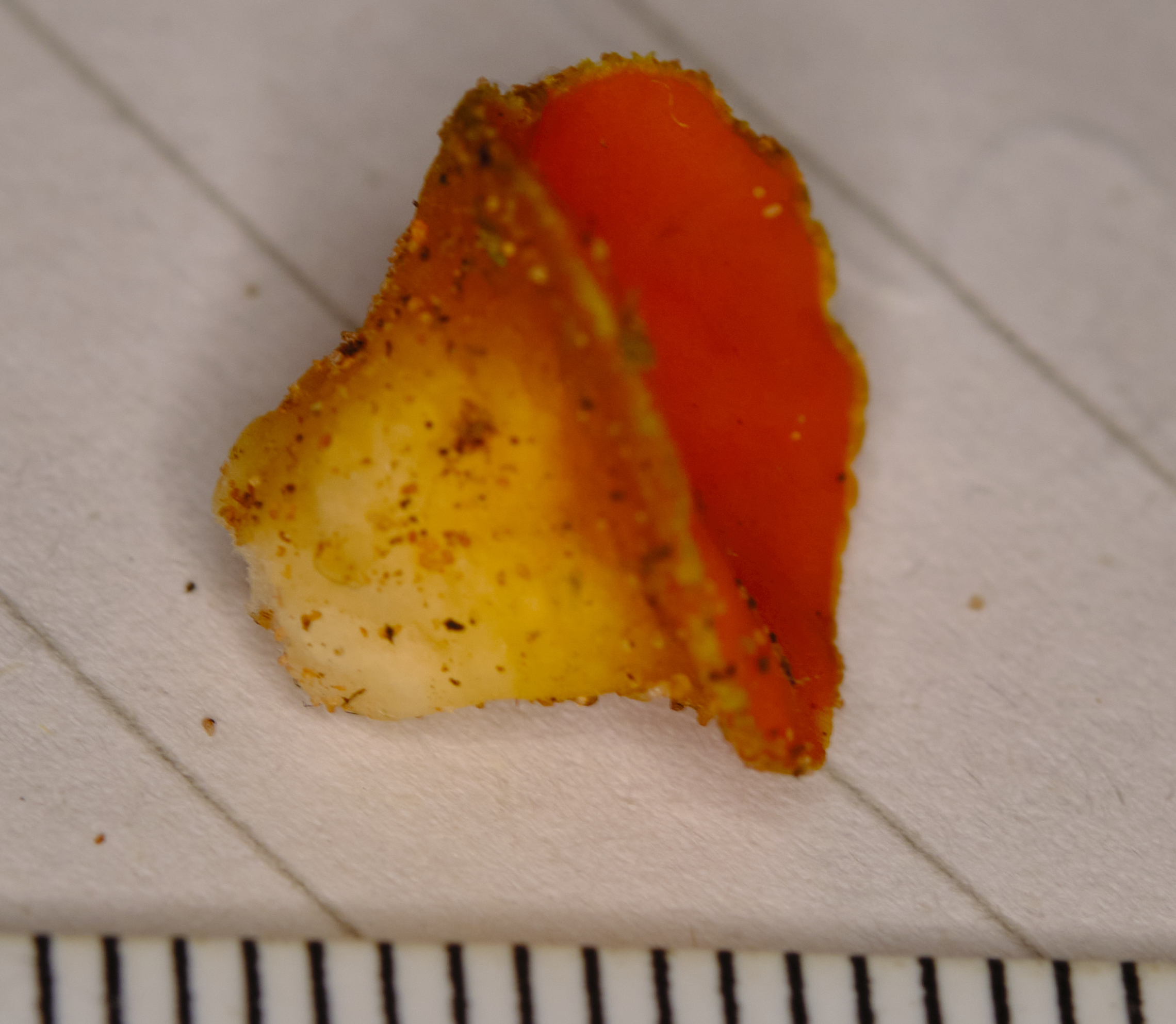

Gniazdówka czerwonawa (Neottiella rutilans (Fr.) Dennis) – gatunek grzybów należący do rodziny Pyronemataceae.

## Systematyka i nazewnictwo
Pozycja w klasyfikacji według Index Fungorum: Neottiella, Pyronemataceae, Pezizales, Pezizomycetidae, Pezizomycetes, Pezizomycotina, Ascomycota, Fungi.
Po raz pierwszy takson ten opisał w 1822 r. Elias Fries, nadając mu nazwę Peziza rutilans. Obecną, uznaną przez Index Fungorum nazwę nadał mu w roku 1960 Richard William George Dennis.
Ma 15 synonimów. Niektóre z nich:
- Leucoscypha rutilans (Fr.) Dennis & Rifai 1968
- Octospora rutilans (Fr.) Dennis & Itzerott 1973[3].

Nazwę polską podaje internetowy atlas grzybów.

## Morfologia
Owocniki typu apotecjum o szerokości 3–12 mm, kształtu małżowiny, z podobną do trzonu podstawą. Warstwa hymenialna wklęsła, pomarańczowa, brzeg i zewnętrzna część apotecjum pokryta włoskami. Worki 8-zarodnikowe, zarodniki w jednym rzędzie. Askospory elipsoidalne (18–)20–26(–30) x (11–)12–15 µm, ich ornamentacja składa się z często nieciągłych grzbietów tworzących często niekompletną siateczkę. W skrajnych przypadkach grzbiety mogą zostać zredukowane do pojedynczych brodawek.

## Występowanie i siedlisko
Występuje w Ameryce Północnej, Europie, Azji i północnej części Ameryki Południowej. W Polsce M.A. Chmiel w 2006 r. przytoczyła 9 stanowisk, w późniejszych latach podano kilka nowych, a najbardziej aktualne stanowiska podaje internetowy atlas grzybów. Znajduje się w nim na liście gatunków zagrożonych i wartych objęcia ochroną.
Owocuje jesienią jako jasnożółto-pomarańczowe „dyski” (apotecja) wśród mchów Polytrichum i pokrewnych. Ma tendencję do wzrostu wśród mchów, zwłaszcza gatunku Polytrichum, na glebach piaszczystych na wrzosowiskach, pojawiając się jesienią i zimą. Podobnie jak inne grzyby apotecjowe, górna powierzchnia jest powierzchnią wytwarzającą zarodniki, a ponieważ jest skierowana do góry, zarodniki nie mogą wypaść. Zamiast tego zarodniki są wyrzucane, gdy grzyb jest ruszony; jeśli kielich zostanie mocno uderzony, gdy dojrzeje, chmura zarodników unosi się w postaci cienkiej mgły.